# Maracá-Jipiocas ekologiska station
Maracá-Jipiocas ekologiska station är ett naturreservat i Brasilien.   Det ligger i kommunen Amapá och delstaten Amapá, i den norra delen av landet, 2 000 km norr om huvudstaden Brasília. Maracá-Jipiocas ekologiska station ligger på ön Ilha de Maracá.
Omgivningarna runt Maracá-Jipiocas ekologiska station är en mosaik av jordbruksmark och naturlig växtlighet. Trakten runt Maracá-Jipiocas ekologiska station är nära nog obefolkad, med mindre än två invånare per kvadratkilometer.